# Turó de Montgat
El turó de Montgat és un penya-segat de 40 m d'altitud en el municipi de Montgat (Maresme). Geogràficament, marca el límit entre les comarques del Maresme i el Barcelonès, tot i que el municipi s'estén a ambdues bandes entre el barri de les Mallorquines i el barri Antic.
S'han trobat restes del Neolític, un assentament ibèric en el cim i una vil·la romana al peu del turó, inclòs a l'Inventari del Patrimoni Arqueològic i Paleontològic de Catalunya. Al segle xix s'hi construí al cim una torre de telegrafia òptica, que va ser enderrocada el 1887 per extreure sorra de la cantera propietat de la Companyia dels Ferrocarrils de Tarragona a Barcelona i França(TBF). Està molt transformat, amb la construcció del túnel del ferrocarril l'any 1848 i el pas de la carretera N-II que suposà seccionar-lo i atalussar-lo.
Hi ha unes escales per pujar al cim del turó on hi ha un monòlit que commemora la fundació del Centre Excursionista de Catalunya que es va fer aquí l'any 1876.
Aquest cim està inclòs al llistat dels 100 cims de la FEEC.

## Túnel ferroviari

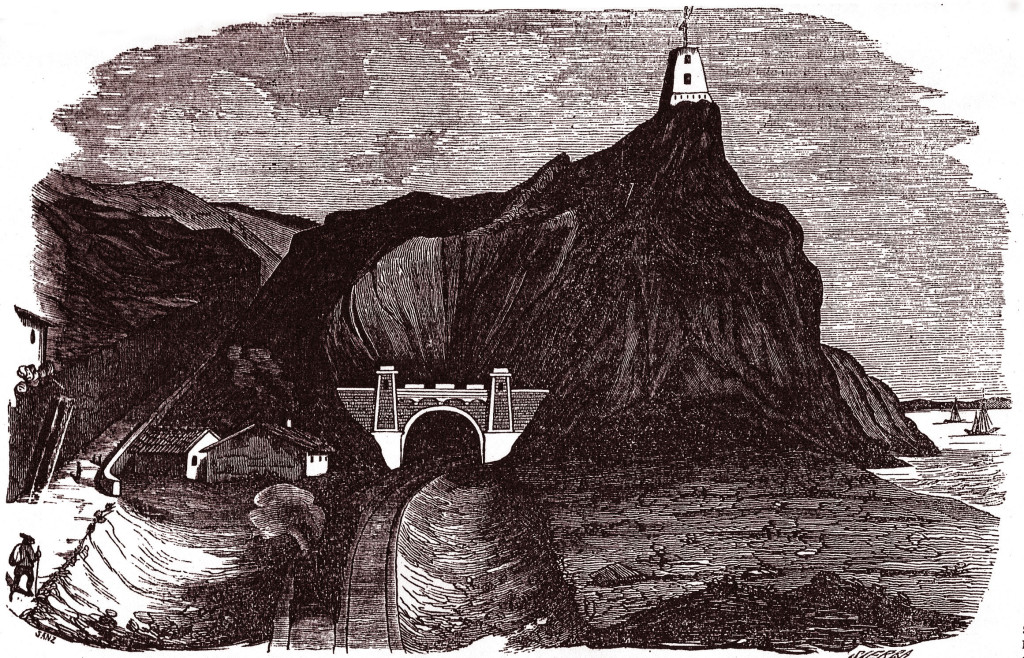
Gravat del turó i el túnel el 1849

El túnel ferroviari de la línia Barcelona-Mataró travessa el turó unint el barri de les Mallorquines i el barri antic de Sant Joan. Les dues entrades del túnel són realitzades amb pedra i queden flanquejades per dos grans pilars de planta quadrada amb dues petites finestres i coronats per uns capitells llisos que no sustenten res. La boca del túnel és un arc de mig punt adovellat. A banda i banda hi ha uns elements circulars decoratius i per sobre de l'arc, a manera de coronament, uns merlets.
Es va extraure pedra de la part superior del turó per estendre sota el carril del tren.
El túnel de Montgat destaca perquè és el primer que fou realitzat a Espanya, amb motiu de la inauguració de la línia de ferrocarril Barcelona-Mataró, l'any 1848. En el moment en què fou realitzat costà 62.500 duros, i fou un gran esdeveniment.

## Vil·la romana
El jaciment queda ubicat al costat nord del carrer de Mar de Montgat, just a tocar de la N-II i davant de l'ajuntament. Actualment és una zona totalment urbanitzada i reformada. Es tracta d'un jaciment d'època romana descobert arran de les troballes efectuades a l'esquerra de la sortida del túnel del tren de Montgat, en direcció a Mataró. En aquest indret s'hi veien les restes estructurals romanes, consistents en un paviment d'opus signinum, juntament amb les quals es documentaren ceràmiques d'època romana, no descrites. En fer una excavació a la torre de Ca l'Alsina el 1989, es pogueren trobar ceràmiques romanes, segurament pertanyents al mateix jaciment, el qual s'estendria a banda i banda de la via del tren. Donades les característiques de les troballes, es pot parlar de la hipotètica existència, en aquest lloc, d'un establiment rural d'explotació agropecuària d'època romana, tipus villae, que en època antiga hauria de localitzar-se en un punt més allunyat de la costa, donada la regressió en aquest sector de la línia de costa actual. La manca de dades sobre els materials associats al jaciment, no permeten acotar-ne l'adscripció cronològica, ni l'entitat del jaciment. Amb relació a l'estat de conservació, cal creure que la urbanització de tot el sector i la construcció de la via del ferrocarril, destruí bona part del jaciment, del qual no se'n conserva cap resta visible.